# Georgi Iwanowitsch Schaiduko
Georgi Iwanowitsch Schaiduko (russisch Георгий Иванович Шайдуко; * 6. August 1962 in Nikopol, Ukrainische SSR; † 8. Januar 2023) war ein russischer Segler.

## Erfolge
Georgi Schaiduko, der während seiner Karriere hauptsächlich in der Bootsklasse Soling antrat, nahm viermal an Olympischen Spielen teil. Bei seiner ersten Teilnahme 1988 in Seoul startete er im sowjetischen Team und beendete die Regatta auf dem zehnten Platz. Vier Jahre darauf gehörte er in Barcelona zum Aufgebot des Vereinten Teams. Es waren seine einzigen Olympischen Spiele, die er nicht im Soling bestritt, sondern im Flying Dutchman, dessen Regatta er auf Rang elf abschloss. Bei den Olympischen Spielen 1996 in Atlanta war er Skipper des russischen Bootes, das als Crew mit Dmitri Schabanow und Igor Skalin besetzt war. Nach zehn Wettfahrten im Fleet Race qualifizierten sie sich mit 50 Punkten als Fünfte für die Endrunde, die im Match Race ausgetragen wurde. Nach Siegen über Kanada im Viertelfinale und die Vereinigten Staaten im Halbfinale traf die russische Crew im Duell um den Olympiasieg auf das von Jochen Schümann angeführte deutsche Boot, dem sie in drei Wettfahrten klar mit 0:3 unterlagen. Schaiduko erhielt damit gemeinsam mit Schabanow und Skalin die Silbermedaille. 2000 in Sydney wurde er nach dem Ausscheiden im Viertelfinale Sechster.
Bei Weltmeisterschaften sicherte sich Schaiduko im Soling zunächst 1987 in Kiel die Bronzemedaille, ehe er sowohl 1996 in Punta Ala als auch 1998 in Milwaukee Weltmeister wurde. 1996 bestand wie schon bei den Olympischen Spielen seine Crew aus Dmitri Schabanow und Igor Skalin.